# Велики страховски стадион
Велики страховски стадион (чеш. Velký strahovský stadion) је стадион у прашком округу Страхов, Чешка Република. Изграђен је за приказивање синхронизоване гимнастике у масовним размерама, са три пута дужим и три пута ширим тереном од стандардног фудбалског терена. Капацитет од 250.000 гледалаца (56.000 седећих) чини га већим од било ког садашњег или бившег спортског стадиона, и другим највећим спортским местом икада.
Од 2019. стадион се више не користи за такмичарске спортске догађаје. То је центар за обуку за Спарту Праг и домаћин је поп и рок концерата. Стадион се налази на брду Петрин, са погледом на стари град. До ње се може доћи петринском успињачом уз брдо кроз баште или трамвајским линијама 22, 23 или 25 до станице Малованка.

## Историја стадиона
Оригинални стадион потиче из времена Прве републике, између два светска рата, и био је место за популарне соколске приредбе које су укључивале масовну синхронизовану гимнастику. Градња првог стадиона започела је 1926. године у склопу припрема за 8. Вшесоколскы сабор. Стадион је 14. маја 1933. године први пут био домаћин мотоциклистичког спидвеја.
Стадион је реновиран 1932. године за 9. Вшесоколскы сабор. Оба догађаја посетио је председник Чехословачке Т. Г. Масарик, који је био члан Сокола од своје тринаесте године и појавио се на свом коњу Хектору.  Највећа посећеност била је 1938. године, када је обележен јубилеј „Светског антиратног“ 10. Вишесоколског слета. Неколико месеци после краја Другог светског рата у Европи, две јединице америчке војске одиграле су пријатељску утакмицу у америчком фудбалу. Пред публиком од 40.000 људи, 28. септембра 1945. године, војници 94. пешадијске дивизије победили су тим XXII корпуса са 6–0. Први мотоспортски догађај после рата одржан је на стадиону 2. септембра 1945. године.
11. Вишесоколски скуп 1948. године коришћен је као протест против ширења комунизма. Недуго затим, Сокол је расформиран и замењен Спартакијадама. За време комунизма, Соколске изложбе су преименоване у Спартакијаде, које су се одржавале и у Совјетском Савезу, Источној Немачкој и Албанији.
Први догађај Светског првенства у спидвеју у Чехословачкој био је на стадиону који је био домаћин континенталне квалификационе рунде појединачног светског првенства у спидвеју 1963. године, одржаног 9. маја 1963.  . Последњи спидвеј састанак одржан је 2. септембра 1973. године.
Многи посетиоци били су привучени наступима хиљада гимнастичара који су стварали разне сложене формације, док су неки извођачи наступали синхронизовано уз звуке традиционалне народне музике. Популарне представе укључивале су младе, добро обучене регруте у боксерицама и жене које су плесале у мини сукњама. Групе волонтерских гимнастичара, за разлику од војника који су били обавезани да учествују, сачињене су од елитних чланова локалних спортских клубова који су се припремали за наступ током целе године. Манифестација је одржавана сваких пет година до 1985.
Последња Спартакијада одржана је 1985. године. Обновљени 12. Вишесоколски слет одржан је 1994. године уз присуство чешког председника Вацлава Хавела. Након тога, соколски скупови су се одржавали на мањим стадионима, као што су Стадион Евжена Рошицкехо и Еден Арена. Године 1990, Велики страховски сатадион је био домаћин концерта британске рок групе Ролингстоунси, који је привукао 100.000 гледалаца, укључујући и бившег председника Вацлава Хавела. Од 90-их година прошлог века, овај пространи објекат је био место одржавања различитих догађаја. Због недостатка одржавања, игралишта су била прекривена коровом и другим растинјем. Простор је такође коришћен за изложбе, сајмове и поло утакмице.
На почетку 21. века постојали су планови за рушење стадиона, али су ти планови касније одбачени. Године 2003, уз финансијску подршку Града Прага, АК Спарта Праг је реконструисала део стадиона. Изграђено је осам фудбалских терена који се сада користе за тренинге Спарте. У 2014. години, стадион је прешао у власништво града Прага.
Реклама за Апл иАјфон КСР „Колор Флад“ из 2019. године, која приказује велики број људи у шареним комбинезонима, снимљена је на овом стадиону.